# Mire (topographie)
Pour les articles homonymes, voir Mire.

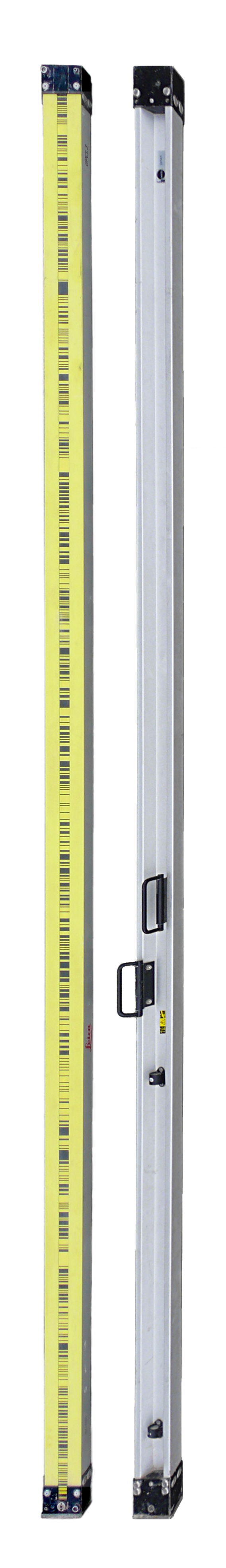
Mire en Invar, avec code-barres, recto, verso.

Une stadia ou mire, en topographie, est une règle graduée qui permet avec un niveau, de mesurer des niveaux, c'est-à-dire des différences d'altitude.
Avec une mire, on peut également mesurer des distances à l'aide d'un télémètre stadimétrique intégré au niveau optique, ou par méthodes trigonométriques avec un théodolite.
Il existe différents modèles de mire :
- les plus courantes sont en aluminium, télescopiques, de 4 ou 5 mètres ;
- de plus anciennes sont pliables, en bois peint ;
- pour des mesures plus précises, il existe des mires en fibre de verre faites d'éléments démontables et emboîtables, pour minimiser les écarts dus aux jeux inévitables ;
- pour une précision maximale, il existe des mires en Invar, destinées à être visées avec des niveaux de précision avec micromètre à lame à faces parallèles : elles sont d'une seule pièce, disponibles en différentes longueurs, par exemple 3 mètres pour les usages courants, ou 1 mètre pour des mesures souterraines. En réalité, ces mires sont constituées d'un mince et étroit ruban en Invar fixé sur une règle métallique dans laquelle le ruban n'est fixé qu'à la base.

Les niveaux utilisés jusqu'aux années 1970[réf. nécessaire] inversaient l'image, les mires étaient alors graduées « à l'envers » afin que les chiffres soient malgré tout visibles facilement. Ce n'est plus le cas depuis.
Les mires sont graduées en mètres, décimètres et centimètres ; la lecture se fait en estimant le millimètre.
Sur les mires destinées à être utilisées avec des niveaux électroniques, les graduations sont remplacées par un code-barres.
Un niveau à bulle sphérique permet de vérifier sa verticalité lors de la mesure.
Un crapaud, sorte de petit trépied métallique sur lequel on installe la mire, permet d'en assurer la stabilité lors de la réalisation de relevés topographiques sur un terrain inégal.

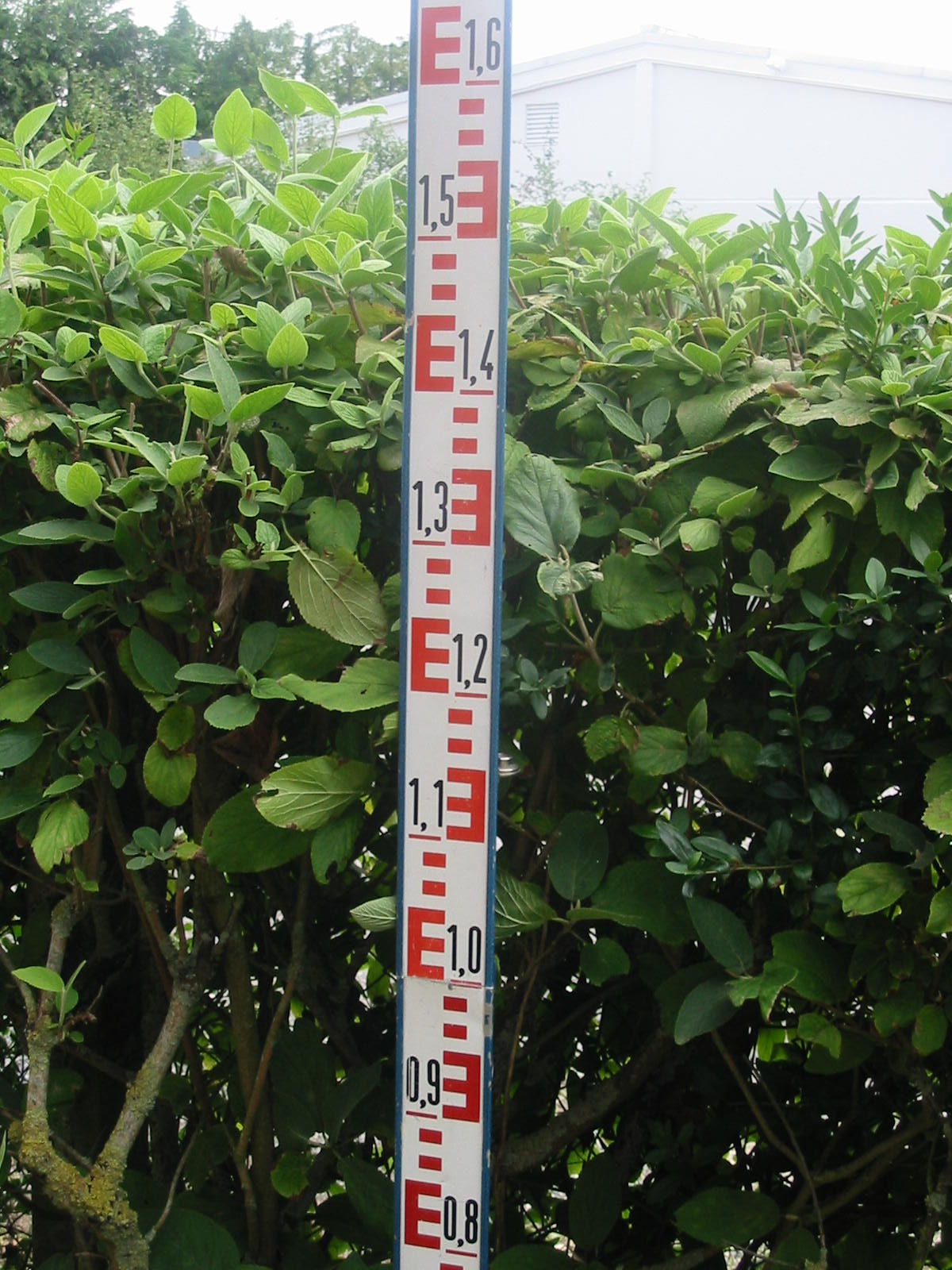
Mire de géomètre
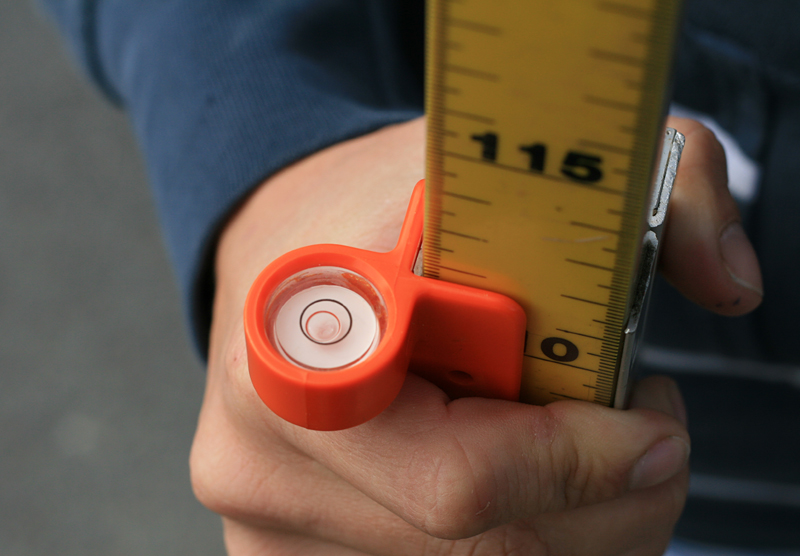
Nivelle sur une mire anglo-saxonne
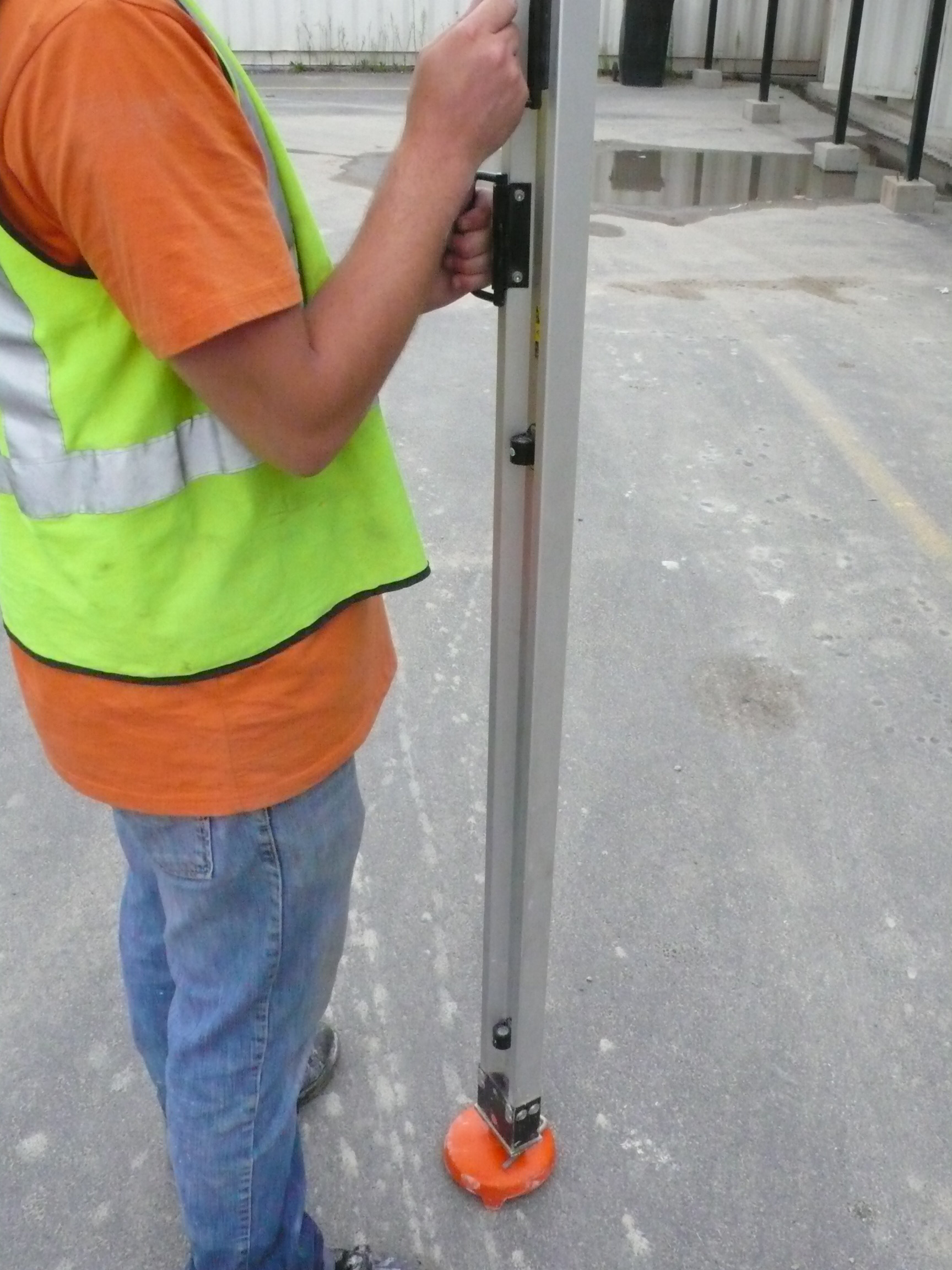
Mire Invar, tenue par un opérateur sur un « crapaud ».
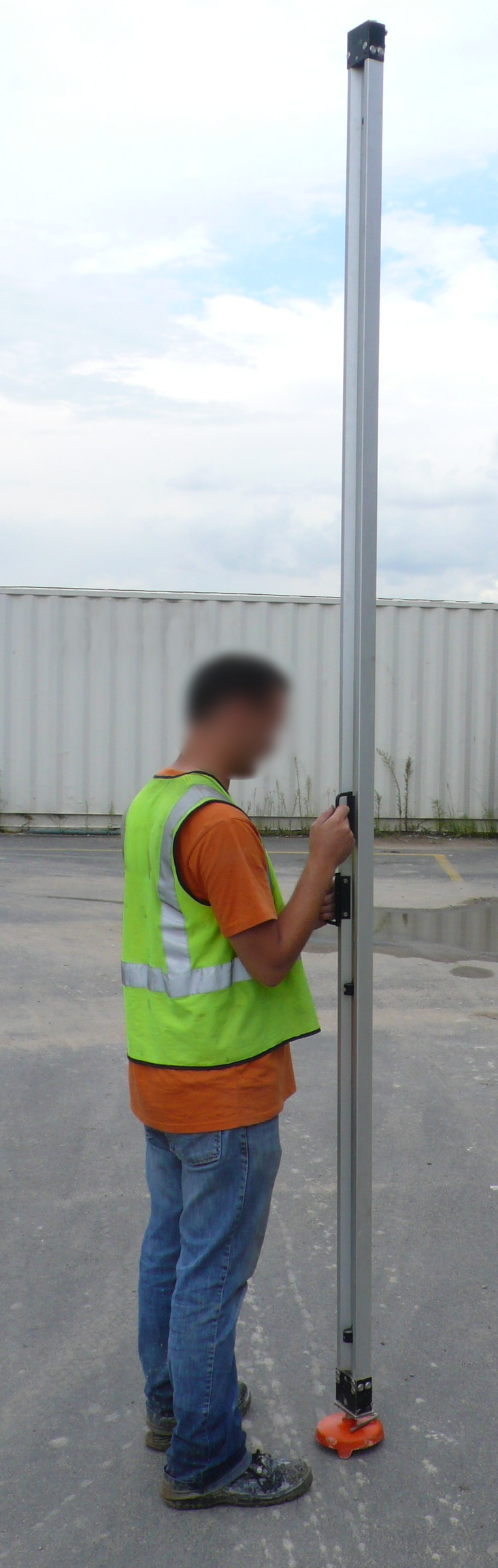
Mire Invar, tenue verticalement par un opérateur.